# تيمو هينونين
تيمو هينونين هو مدرس وسياسي فنلندي، ولد في 15 فبراير 1975 في Loppi ‏ في فنلندا. نشط حزبياً في حزب الائتلاف الوطني الفنلندي.

## مناصب
- انتخب عضو برلمان فنلندا  [لغات أخرى]‏ عن دائرة Häme (parliamentary electoral district) [الإنجليزية]‏ وقد انضم خلال فترته النيابية ‏ (17 أبريل 2019 – ) للكتلة البرلمانية Parliamentary Group of the National Coalition Party  [لغات أخرى]‏.
- انتخب عضو برلمان فنلندا  [لغات أخرى]‏ عن دائرة Häme (parliamentary electoral district) [الإنجليزية]‏ وقد انضم خلال فترته النيابية ‏ للكتلة البرلمانية Parliamentary Group of the National Coalition Party  [لغات أخرى]‏.
- انتخب عضو برلمان فنلندا  [لغات أخرى]‏ عن دائرة Häme (parliamentary electoral district) [الإنجليزية]‏ وقد انضم خلال فترته النيابية  [لغات أخرى]‏ للكتلة البرلمانية حزب الائتلاف الوطني الفنلندي.
- في 2017 Loppi municipal election ‏، انتخب عضو مجلس بلدية  [لغات أخرى]‏.
- في 2012 Loppi municipal election ‏، انتخب عضو مجلس بلدية  [لغات أخرى]‏.
- انتخب عضو برلمان فنلندا  [لغات أخرى]‏ عن دائرة Häme (parliamentary electoral district) [الإنجليزية]‏ (21 مارس 2007 – ).

## وصلات خارجية
- الموقع الرسمي